# Sättralundsfesten
Sättralundsfesten är en musik- och kulturfestival som sedan 2009 årligen arrangeras i Sättralund i Norrtälje kommun av Sättralunds kulturförening. 

## Artister som uppträtt på festivalen (i urval)
- Tomas Andersson Wij [1]
- Kajsa Grytt [2]
- En drös poeter [1]
- Erato (vokalensemble) [1]
- Lise & Gertrud [3]
- Linni Barresjö [4]
- Marie Bergman [4]
- Zinat Pirzadeh [2]
- Killerball [2]
- Bay Uno [3]
- Pierre Ström [3]
- Marta Oldenburg [3]
- Ulrik Munther [5]

## Konferencierer som presenterat festivalen (i urval)
- Carolina Norén [2]
- Thomas Nordegren [3]